# Santo Domingo de Silos
Santo Domingo de Silos és un municipi de la província de Burgos a la comunitat autònoma de Castella i Lleó. Forma part de la comarca de l'Arlanza. Dins del seu terme municipal hi ha el Monestir de Santo Domingo de Silos.

## Demografia
| 1991 | 1996 | 2001 | 2004 |
| ---- | ---- | ---- | ---- |
| 339  | 323  | 295  | 292  |